# M'bahiakro
M'bahiakro är en ort i Elfenbenskusten, i distriktet Lacs. Vid folkräkningen 2014 hade den 14 894 invånare.